# 陳時偉
陳時偉（中国語: 陈时伟、Chen Shiwei）は、中華人民共和国の陸上選手。福建省福州市長楽区出身。400メートルリレー走の選手として出場し、仁川で開催された2014年アジア競技大会では37.99のアジア記録で優勝した。